# Hajime Wakai
Hajime Wakai (若井 淑, Wakai Hajime) é um compositor e diretor sonoro japonês conhecido por seus trabalhos em diversos jogos eletrônicos desenvolvidos e publicados pela Nintendo, notavelmente títulos das séries Star Fox,  Pikmin e The Legend of Zelda.

## Trabalhos
| Ano  | Título                                     | Papel                     | Colaborador(es)                           |
| ---- | ------------------------------------------ | ------------------------- | ----------------------------------------- |
| 1997 | Star Fox 64                                | Composição                | Koji Kondo                                |
| 1997 | Yoshi's Story                              | Efeitos sonoros           | Vários outros                             |
| 1998 | F-Zero X                                   | Composição                | Taro Bando                                |
| 1999 | Pokémon Stadium                            | Composição                | Kenta Nagata & Toru Minegishi             |
| 2001 | Pikmin                                     | Composição                |                                           |
| 2002 | The Legend of Zelda: The Wind Waker        | Composição                | Kenta Nagata, Toru Minegishi & Koji Kondo |
| 2004 | Pikmin 2                                   | Composição                |                                           |
| 2005 | Nintendogs                                 | Composição                |                                           |
| 2006 | New Super Mario Bros.                      | Composição                | Asuka Ota                                 |
| 2006 | Star Fox Command                           | Composição                |                                           |
| 2007 | Big Brain Academy: Wii Degree              | Direção sonora            |                                           |
| 2008 | Super Smash Bros. Brawl                    | Arranjos                  | Vários outros                             |
| 2008 | Wii Music                                  | Direção sonora            |                                           |
| 2008 | Mario Kart Wii                             | Suporte sonoro            |                                           |
| 2011 | The Legend of Zelda: Skyward Sword         | Composição Direção sonora | Shiho Fujii, Mahito Yokota & Takeshi Hama |
| 2012 | Nintendo Land                              | Direção sonora            |                                           |
| 2013 | Pikmin 3                                   | Composição                | Asuka Hayazaki & Atsuko Asahi             |
| 2014 | Super Smash Bros. for Nintendo 3DS e Wii U | Arranjos                  | Vários outros                             |
| 2016 | Star Fox Zero                              | Supervisão sonora         |                                           |
| 2016 | Star Fox Guard                             | Supervisão sonora         |                                           |
| 2017 | The Legend of Zelda: Breath of the Wild    | Direção sonora            |                                           |
| 2017 | Hey! Pikmin                                | Supervisão sonora         |                                           |
| 2019 | The Legend of Zelda: Link's Awakening      | Supervisão sonora         | Takahiro Watanabe                         |